# Arriola (Metro de Lima y Callao)
Arriola es la decimocuarta estación de la línea 1 del Metro de Lima y Callao. Está ubicada en la avenida Aviación, cerca al óvalo Nicolás Arriola, en el distrito de La Victoria. La estación es de estructura elevada, su entorno es residencial y comercial.

## Historia
La estación fue inaugurada el 11 de julio de 2011, como parte de la extensión del tramo 1. 

## Acceso
El acceso es único en el lado sur de la estación y se encuentra a nivel de calle.
La estación posee dos niveles; en el primero se encuentra la zona de torniquetes y boletería. En el segundo, las plataformas norte y sur están conectadas internamente por escaleras y ascensores provenientes del primer nivel.